# Margaret Skeete
Margaret Skeete, z domu Seward (ur. 27 października 1878 w Rockport, Teksas, zm. 7 maja 1994 w Radford, Wirginia) – Amerykanka, znana z długowieczności.
Jej data urodzenia została m.in. poświadczona spisem powszechnym z 1880, w którym figurowała jako 2-letnie dziecko. Była zamężna. Dożyła wieku 115 lat i 192 dni, co stanowi w klasyfikacji Księgi rekordów Guinnessa i Gerontology Research Group 16. udokumentowaną długość życia ludzkiego. Należy dodać, że dwa przypadki dłuższego życia budzą wątpliwości badaczy (Kamato Hongō, oraz Carrie White).
Po śmierci Lucy Hannah w marcu 1993 została najstarszą żyjącą mieszkanką USA, należy również do niej rekord długości życia osoby urodzonej w stanie Teksas. W klasyfikacji najstarszych osób na świecie w chwili śmierci znajdowała się jedynie za Francuzką Jeanne Calment, która choć starsza o przeszło trzy lata, przeżyła Amerykankę o kolejne trzy lata. Margaret Skeete zmarła w maju 1994.